# Les Boloss des Belles Lettres
Pour les articles homonymes, voir Boloss et Belles-lettres.

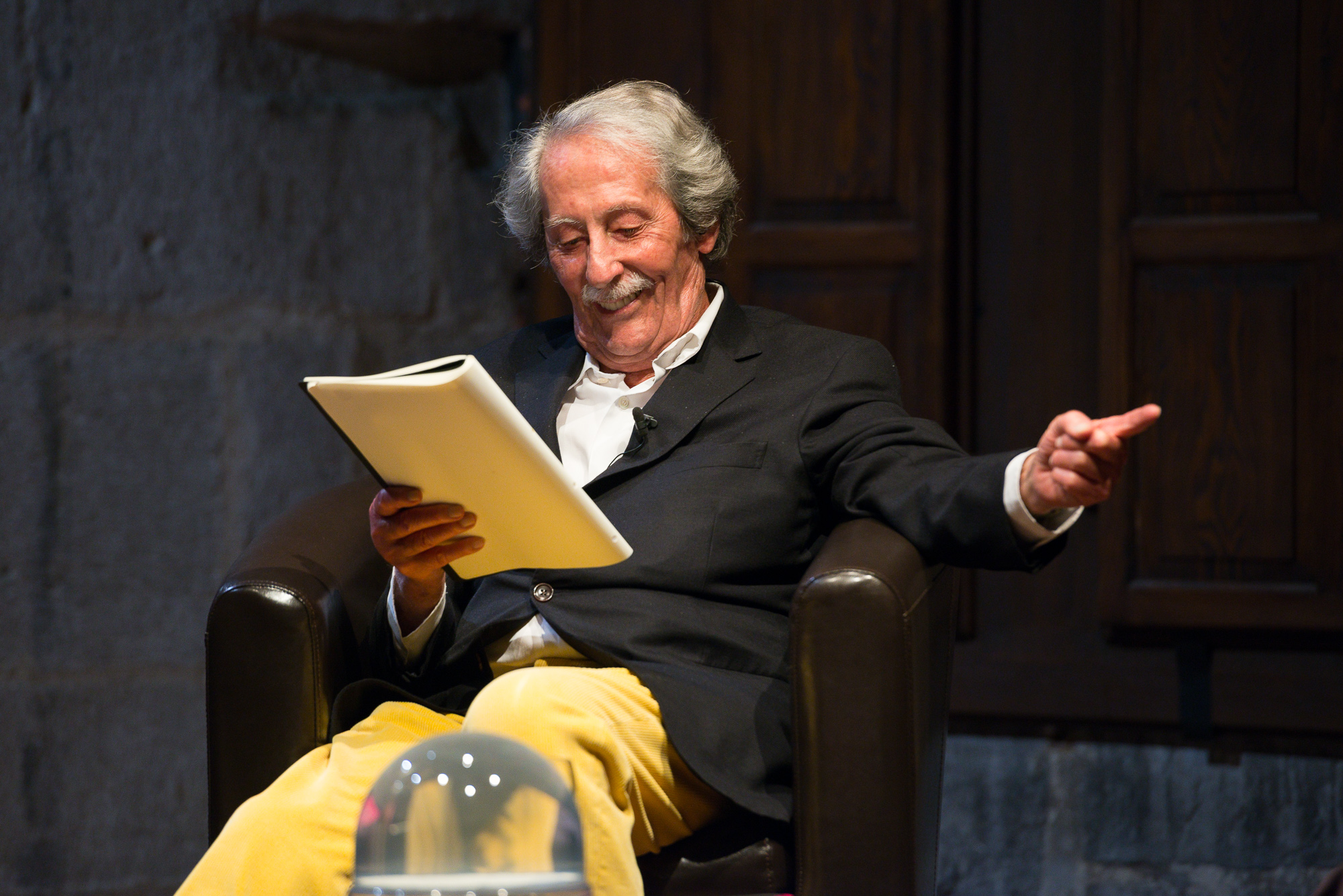
Le comédien Jean Rochefort (ici en 2014), interprète en 2015-2016 de la série télévisée des Boloss des Belles Lettres.

Les Boloss des Belles Lettres est un tumblr créé en 2012 par Quentin Leclerc et Michel Pimpant pour publier des résumés en « langage boloss » des chefs-d'œuvre de la littérature classique. C'est ensuite un livre des mêmes auteurs, Les Boloss des Belles Lettres : la littérature pour tous les walouf, paru chez Flammarion en 2013. Une série télévisée hebdomadaire présentée par Jean Rochefort, également titrée Les Boloss des Belles Lettres, est par la suite diffusée sur YouTube et sur France 5 à partir du 21 janvier 2016. Le premier livre est suivi d'un second opus, IOLO, connais-toi toi-même, tu sais, résumant, toujours en langage boloss, les classiques grecs et latins et publié par Les Belles Lettres en 2016.

## Letumblr
En 2011, Quentin Leclerc et Michel Pimpant se rencontrent sur Twitter en débattant à propos des auteurs classiques et en s'amusant ensemble sur un projet d'encyclopédie décalée, l'Encyclopédie géniale, parodiant l'Encyclopédie de Diderot et d'Alembert avec des articles stupides sur la littérature et les sciences. En 2012 ils créent le tumblr, Les Boloss des Belles Lettres, sur lequel ils publient, à partir de septembre, le résumé en langage boloss d'une centaine de chefs-d'œuvre de la littérature. Deux résumés sont illustrés par des vidéos « détournées » : celui de Madame Bovary en janvier 2013 est « dit » par Georges Bataille interviewé par Pierre Dumayet et celui du Parfum en avril 2013 est « dit » par Marguerite Yourcenar interviewée par Bernard Pivot sous l'œil dubitatif de Jean d'Ormesson. Les deux illustrations sont publiées sur la première chaîne YouTube des Boloss des Belles Lettres par Pimpant Valtu, pseudonyme collectif de Michel Pimpant et Quentin Leclerc (Valtudinaire).

### Les auteurs
Quentin Leclerc, dit Valtudinaire, dit Valtu, est en 2012 un étudiant de 21 ans en lettres modernes à l'université de Rennes. Michel Pimpant a 34 ans et, après un cursus également littéraire, traduit des jeux vidéo pour une entreprise spécialisée,. 

### Le « langage boloss »
Le terme boloss, synonyme de « gros lourd » ou « bas de plafond », est approximativement défini par le linguiste Jean-Pierre Goudaillier comme le verlan de lobotomisé raccourci et le langage boloss comme celui de la rue. Les textes des auteurs de la littérature classique sont ici résumés dans une écriture épurée sans ponctuation et sans majuscule et dans un style décomplexé qui mélange des expressions du registre soutenu avec celles du « langage boloss » comme « zouz » (jeune fille), « ma gueule » (mon pote) ou les célèbres « lol » ou « ptdr »
et autres termes issus de l'argot Internet,,.

### Intention des auteurs
La démarche de Quentin Leclerc et Michel Pimpant est à simple vocation humoristique, dans le seul objectif de sortir du discours universitaire normé et pompeux, sans illusion quant à sa faculté d'amener quelqu'un à lire : « L'élève qui se dit qu'il va lire Madame Bovary parce qu'il a trouvé drôle notre résumé, il se prend simplement un gouffre dans la tête. » Ils se refusent d'ailleurs à toute optique pédagogique estimant qu'un propos comme « tiens regarde, toi jeune qui n'es pas capable de comprendre la littérature, je vais t'apprendre… » serait à la limite de l'insulte.

### Réception
Dès la rentrée 2012, le tumblr fait l'objet d'articles sur les magazines en ligne. Slate titre : « Les Boloss des Belles Lettres : si des cailleras attendaient Godot » en confiant que les auteurs se sont amusés à résumer les classiques de manière bien plus attrayante que la plupart des autres sites Internet tout en signalant l'ancienneté de la Revue littéraire de Kamel Toe,. 

Le magazine Causeur offre une parodie de la biographie des auteurs et, sur le même ton, indique que le site se propose d'adapter les grands classiques afin de les rendre accessibles aux apprenants et de faciliter le travail de leurs professeurs. Toujours selon le magazine, et dans le même registre, Philippe Meirieu aurait déclaré : 

« l'entreprise innovante de MM. Pimpant et Valtudinaire opère une reconfiguration syntaxique salutaire d'un patrimoine qu'il semblait urgent de réadapter aux exigences du vivre et de l'apprendre-ensemble afin de mettre fin au processus insupportable de la stigmatisation cognitive qui détruit le lien social et met en danger la relation appreneur-apprenant »

 Le ministre de l'Éducation nationale Vincent Peillon concluant en ces termes : « ça peu fér. »
La presse écrite enchaîne dès les premiers mois de 2013. Ouest-France d'abord qui présente un Quentin Leclerc amusé d'entendre les gens autour de lui parler de son site sans savoir qui se cache sous le pseudonyme de Valtudinaire. Puis L'Express et L'Obs qui présentent le parcours, la rencontre et la démarche des deux auteurs. Les deux journaux évoquent déjà le projet de publication d'un recueil chez Flammarion : « Un format roman, qui va faire super sérieux, mais avec les Boloss des belles lettres à l'intérieur. C'est le moment où tout le monde balance des textes très sérieux, et nous on arrive comme des malpropres et on balance la pire bouse de l'année »,. Ce sont enfin les radios, locale et nationale, qui interviewent les auteurs et commentent le tumblr. France Bleu Armorique suit Quentin Leclerc dans sa librairie préférée et Géraldine de Margerie sur France Inter lit deux extraits des Boloss, Madame Bovary et Le Père Goriot, dans le trash-test de Maxime Donzel et précise que le rêve des deux auteurs serait de faire lire leurs textes par Jean d'Ormesson. Sur France Culture, Gérard Genette met en parallèle sa très courte parodie en trois mots de la recherche, « Marcel devient écrivain », avec celle des Boloss. Les chaînes de télévision enfin : le site de France 3 Bretagne titre : « Du “boloss” aux belles lettres, la langue française n'a pas le seum », Marie Drucker interroge dans le journal télévisé du 3 mars 2013 sur France 2 : « Parlez-vous le djeun's ? » et le reportage présente Quentin Leclerc lisant la version boloss du Petit Prince et expliquant le caractère fascinant de ce langage en perpétuelle évolution.

### Œuvres présentées sur le tumblr
| - Madame Bovary, Gustave Flaubert - Divine Comédie, Dante Alighieri - Le Procès, Franz Kafka - Les Suppliantes, Eschyle - En attendant Godot, Samuel Beckett - Voyage au bout de la nuit, Louis-Ferdinand Céline - Le Vieil Homme et la Mer, Ernest Hemingway - L'Assommoir, Émile Zola - Le Cid, Pierre Corneille - Œdipe roi, Sophocle - La Symphonie pastorale, André Gide - Le Père Goriot d'Honoré de Balzac - Les Confessions, Jean-Jacques Rousseau - La Chartreuse de Parme, Stendhal - Hamlet, William Shakespeare - Germinal, Émile Zola - La Nausée, Jean-Paul Sartre - Lolita, Vladimir Nabokov - Faust, Johann Wolfgang von Goethe - Roméo et Juliette, William Shakespeare - L'Odyssée d'Homère - Le Petit Prince, Antoine de Saint-Exupéry - À la recherche du temps perdu, Marcel Proust - 1984, George Orwell - La Princesse de Clèves, Madame de La Fayette - Lorenzaccio, Alfred de Musset - Les Liaisons dangereuses, Pierre Choderlos de Laclos - Le Jeu de l'amour et du hasard, Marivaux - L'Étranger, Albert Camus - La Genèse, collectif - Cyrano de Bergerac, Edmond Rostand - Gargantua, François Rabelais - Dix petits nègres, Agatha Christie - Phèdre, Jean Racine - Le Rouge et le Noir, Stendhal - À la recherche du temps perdu, Marcel Proust - La Flûte enchantée, Wolfgang Amadeus Mozart - Le Misanthrope, Molière - Le Désert des Tartares, Dino Buzzati - Dracula, Bram Stoker - L'Attrape-cœurs, J. D. Salinger - Don Quichotte, Miguel de Cervantes - Les Fleurs du mal, Charles Baudelaire - Extension du domaine de la lutte, Michel Houellebecq - Jacques le fataliste et son maître, Denis Diderot - Le Portrait de Dorian Gray, Oscar Wilde - Exercices de style, Raymond Queneau - Poésies, Arthur Rimbaud - La Nativité, collectif - Bel-Ami, Guy de Maupassant - Ulysse, James Joyce - Frankenstein, Mary Shelley | - Le Colonel Chabert, Honoré de Balzac - L'Énéide, Virgile - Le Livre de la jungle, Rudyard Kipling - Bartleby, Herman Melville - Candide, Voltaire - Le Joueur d'échecs, Stefan Zweig - Histoires extraordinaires, Edgar Allan Poe - Gatsby le Magnifique, F. Scott Fitzgerald - Rhinocéros, Eugène Ionesco - La Métamorphose, Franz Kafka - Le Parfum de Patrick Süskind - Zazie dans le métro, Raymond Queneau - Vingt mille lieues sous les mers, Jules Verne - Britannicus, Jean Racine - La Peste, Albert Camus - Le Horla, Guy de Maupassant - Le Nom de la rose, Umberto Eco - Les Regrets, Joachim du Bellay - Le Diable au corps, Raymond Radiguet - Le Grand Meaulnes, Alain-Fournier - Manon Lescaut, Abbé Prévost - Moby Dick, Herman Melville - Fahrenheit 451, Ray Bradbury - Lettres persanes, Montesquieu - Ubu roi, Alfred Jarry - Les Choses, Georges Perec - Les Souffrances du jeune Werther, Johann Wolfgang von Goethe - Des souris et des hommes, John Steinbeck - Le Ravissement de Lol V. Stein, Marguerite Duras - Boule de suif, Guy de Maupassant - Salammbô, Gustave Flaubert - L'Ingénu, Voltaire - Le Rivage des Syrtes, Julien Gracq - Les Misérables, Victor Hugo - Les Faux-monnayeurs, André Gide - Les Aventures d'Alice au pays des merveilles, Lewis Carroll - L'Iliade, Homère - Fables, Jean de La Fontaine - Les Hauts de Hurlevent, Emily Brontë - Jane Eyre, Charlotte Brontë - Les Fourberies de Scapin, Molière - Orgueil et Préjugés, Jane Austen - Le Chien des Baskerville, Arthur Conan Doyle - American Psycho, Bret Easton Ellis - Antigone (Anouilh), Jean Anouilh - L'Éducation sentimentale, Gustave Flaubert - Et si c'était vrai..., Marc Levy - Crime et Châtiment, Fiodor Dostoïevski - Notre-Dame de Paris, Victor Hugo - Dom Juan ou le Festin de Pierre, Molière - Le Tour du monde en quatre-vingts jours, Jules Verne - L'Étrange Cas du docteur Jekyll et de M. Hyde, Robert Louis Stevenson |

## Le premier livre
Les auteurs sont repérés par un éditeur et un premier livre, Les boloss des belles lettres : la littérature pour tous les walouf, préfacé par Philippe Meyer et contenant cinquante résumés dont neuf inédits, est publié chez Flammarion dans l'édition J'ai lu en 2013. Il porte en exergue une citation de Raymond Queneau (Journaux, 1914-1965) : « L'humour est une tentative pour décaper les grands sentiments de leur connerie. »

### Œuvres présentées dans le premier livre
| - Madame Bovary - Lolita - L'Étranger - Cyrano de Bergerac - Le Père Goriot - Gatsby le magnifique - Les Confessions - L'Écume des jours, Boris Vian - Don Quichotte - Le Rouge et le Noir - L'Odyssée - Voyage au bout de la nuit - Le Parfum - Phèdre - Les Liaisons dangereuses - L'Étrange Cas du docteur Jekyll et de M. Hyde - À la recherche du temps perdu | - Roméo et Juliette - Germinal - La Métamorphose - Dracula - Le Petit Prince - La Princesse de Clèves - Le Cid - Ulysse - Gargantua - Rue des Boutiques obscures, Patrick Modiano - Les Fleurs du mal - Le Nom de la rose - Candide - Le Portrait de Dorian Gray - Les Choses - Œdipe roi - 1984 | - Le Tour du monde en 80 jours - Zazie dans le métro - La Divine Comédie - Lorenzaccio - Jacques le fataliste - L'Attrape-cœurs - Crime et Châtiment - Je m'en vais, Jean Echenoz - Dom Juan - Frankenstein - Le Horla - Le Joueur d'échecs - L'Énéide - En attendant Godot - D'autres vies que la mienne, Emmanuel Carrère - Notre-Dame de Paris |

## L'émission de télévision
À la suite de leur succès, les deux auteurs proposent à Jean Rochefort de présenter un sketch. En mars 2015, Madame Bovary, version boloss, réalisé par Serge Khalfon, est mise en ligne sur YouTube et fait deux millions de vues. France 5 propose d'en tirer une l'émission et diffuse une série de présentations entre le 21 janvier 2016 et le 19 mai 2016, chaque jeudi à 20 h 35,. La pastille dure trois minutes, durant lesquelles Jean Rochefort, dans son propre appartement, conte les résumés des Boloss des Belles Lettres en « langage boloss ». À la mort de l'acteur en octobre 2017, cette courte série, atypique dans sa carrière, est régulièrement mentionnée aux côtés de ses grands films comme Le Grand Blond avec une chaussure noire, Que la fête commence, Un éléphant ça trompe énormément, Le Crabe-tambour, Tandem ou encore Ridicule,,,,.

### Fiche technique
- Titre original et français : Les Boloss des Belles Lettres
- Auteurs : Quentin Leclerc et Michel Pimpant, d'après leurs textes du blog Les Boloss des Belles Lettres
- Réalisation : Serge Khalfon
- Chef de projet : Nathalie Leruch
- Images : Ludovic Siméon et Olivier Nathan
- Son : Bruno Pierre
- Montage : Vincent Bourre
- Production : Frédérique Pittau et Eponine Bégéja
- Post-production : Isabelle Bocquet et Denis Waldburger
- Musique : Fabien Rosset
- Producteurs : Marc Berdugo, Elfriede Leca et Serge Khalfon
- Sociétés de production : Magneto prod, avec la participation de France Télévisions
- Société(s) de distribution : France 2
- Pays d'origine :  France
- Langue originale : Français
- Genre : Comédie
- Durée : 3 minutes

### Œuvres évoquées sur YouTube et France 5
- 20 mars 2015 : Épisode pilote : Madame Bovary de Gustave Flaubert
- 21 janvier 2016 : Épisode 1 : Le Petit Prince d'Antoine de Saint-Exupéry
- 28 janvier 2016 : Épisode 2 : Roméo et Juliette de William Shakespeare
- 4 février 2016 : Épisode 3 : Le Père Goriot d'Honoré de Balzac
- 11 février 2016 : Épisode 4 : Les Liaisons dangereuses de Pierre Choderlos de Laclos
- 18 février 2016 : Épisode 5 : La Métamorphose de Franz Kafka
- 25 février 2016 : Épisode 6 : L'Odyssée d'Homère
- 3 mars 2016 : Épisode 7 : Phèdre de Jean Racine
- 10 mars 2016 : Épisode 8 : Le Parfum de Patrick Süskind
- 18 mars 2016 : Épisode 9 : Le Cid de Pierre Corneille
- 25 mars 2016 : Épisode 10 : La Princesse de Clèves de Madame de La Fayette
- 31 mars 2016 : Épisode 11 : Germinal d'Émile Zola
- 7 avril 2016 : Épisode 12 : Le Misanthrope de Molière
- 14 avril 2016 : Épisode 13 : Cyrano de Bergerac d'Edmond Rostand
- 21 avril 2016 : Épisode 14 : L'Étrange Cas du docteur Jekyll et de M. Hyde de Robert Louis Stevenson
- 28 avril 2016 : Épisode 15 : Les Misérables de Victor Hugo
- 5 mai 2016 : Épisode 16 : Lorenzaccio de Alfred de Musset
- 12 mai 2016 : Épisode 17 : Fables de Jean de La Fontaine : La Cigale et la Fourmi, Le Lièvre et la Tortue et Le Corbeau et le Renard
- 19 mai 2016 : Épisode 18 : Dracula de Bram Stoker

## Le deuxième livre
En 2016, les éditions Les Belles Lettres publient un nouvel opus de Quentin Leclerc et Michel Pimpant, IOLO. Connais-toi toi-même, tu sais, consacré à cinquante classiques de la littérature greco-latine, toujours résumés en langage boloss,,.

### Œuvres présentées dans le deuxième livre
| - L'Iliade, Homère, - L'Odyssée, Homère, - La Théogonie, Hésiode - Les Travaux et les Jours, Hésiode - Poèmes, Sappho - Fables, Ésope - Les Olympiques, Pindare - Les Perses, Eschyle - Histoires, Hérodote - Médée, Euripide - Œdipe roi, Sophocle, - Les Oiseaux, Aristophane - Lysistrata, Aristophane - Les Grenouilles, Aristophane - Contre Ératosthène, Lysias - Pronostic, Hippocrate - Le Banquet, Platon | - Gorgias, Platon - Apologie de Socrate, Platon - Économique, Xénophon - Poétique Livre 2, Aristote - Bucoliques, Théocrite - La Marmite, Plaute - Théâtre divers, Térence - Épigrammes, Martial - De la nature, Lucrèce - Catilinaires, Cicéron - Guerre des Gaules, Jules César - L'amitié, Cicéron - Poésies, Catulle - Bucoliques, Virgile - L'Énéide, Virgile, - L'Art d'aimer, Ovide - Les Métamorphoses, Ovide | - L'Art culinaire, Apicius - Histoire romaine, Tite-Live - L'Apocoloquintose, Sénèque - De la clémence, Sénèque - Pharsale, Lucain - Histoire naturelle, Pline l'Ancien - Lettres, Pline le Jeune - Satiricon, Pétrone - Vies parallèles, Plutarque - Satires, Juvénal - Vie des douze Césars, Suétone - L'Âne d'or, Apulée - Pensées pour moi-même, Marc Aurèle - L'Apologétique, Tertullien - Le Rapt de Proserpine, Claudien - Les Dionysiaques, Nonnos de Panopolis - Les Confessions, saint Augustin |